# シドニー・チャップマン
シドニー・チャップマン（Sydney Chapman、1888年1月29日 – 1970年6月16日）は、イギリスの地球物理学者・天文学者である。磁気圏形成の理論や、大気化学における成層圏でのオゾン層形成機構、気体分子運動論の基礎となるチャップマン＝エンスコッグ理論などに貢献した。

## 経歴
マンチェスターに生まれ、サルフォード大学、マンチェスター大学、ケンブリッジ大学で学んだ。1910年からグリニッジ天文台の助手に採用され、地磁気に対する太陽と月の影響を研究し、1913年にスミス賞を受賞した。1919年にマンチェスター大学の教授となり1924年にロンドンのインペリアル・カレッジの数学の教授となった。1946年から1953年までオックスフォード大学の教授を務めた。1919年王立協会フェロー選出。

## 受賞歴
- 1928年: アダムズ賞
- 1931年: ベーカリアン・メダル
- 1934年: ロイヤル・メダル
- 1949年: 王立天文学会ゴールドメダル
- 1962年: ウィリアム・ボウイ・メダル
- 1964年: コプリ・メダル
- 1965年: サイモンズ・ゴールドメダル
- 1969年: エミール・ヴィーヘルト・メダル

## エポニム
- 王立天文学会が地球物理学と惑星学の業績に対して授与するチャップマン・メダル (Chapman Medal) 。
- 小惑星(2409)チャップマン[1]。